# Prédio Coutinho

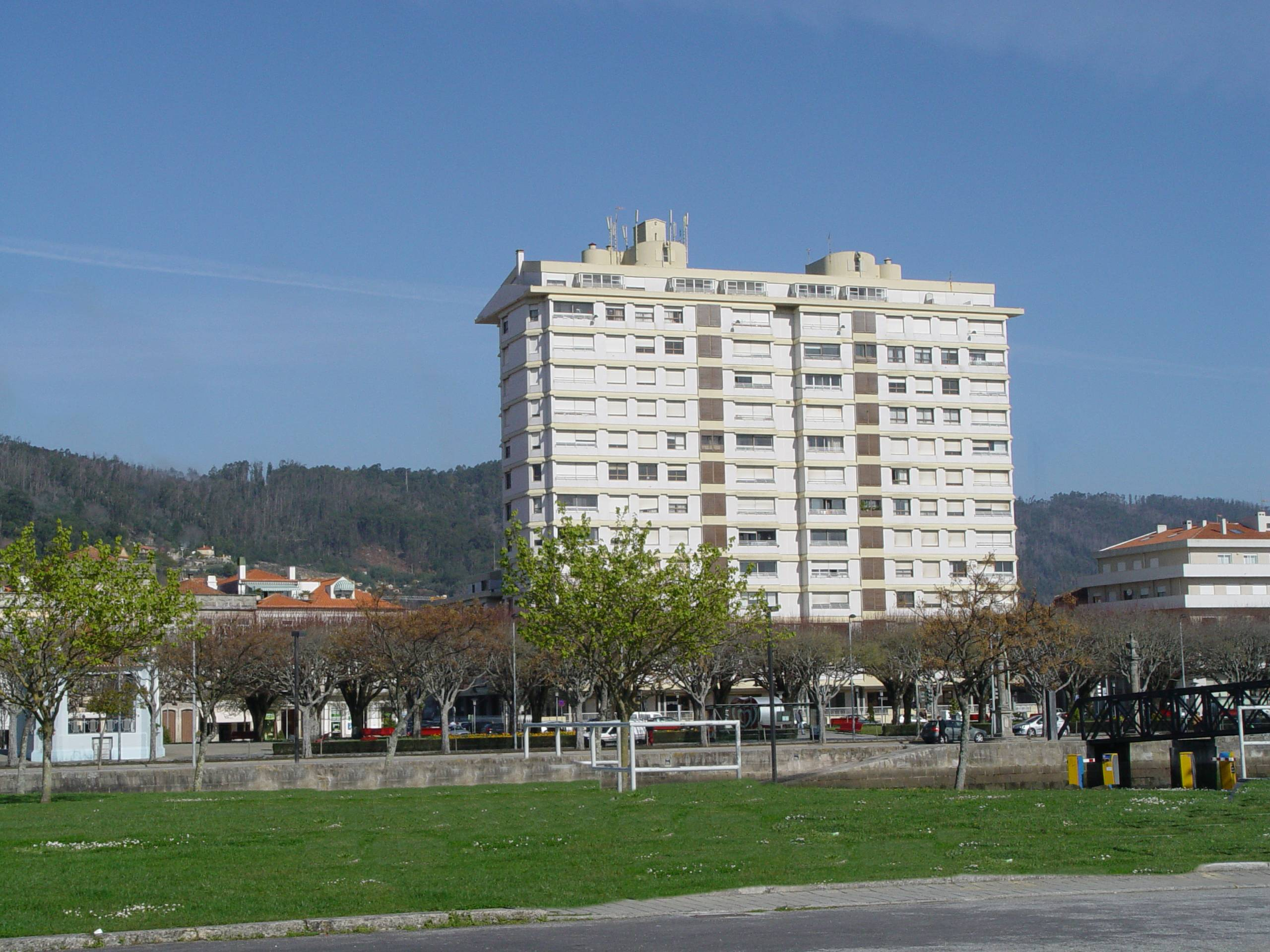
Prédio Coutinho

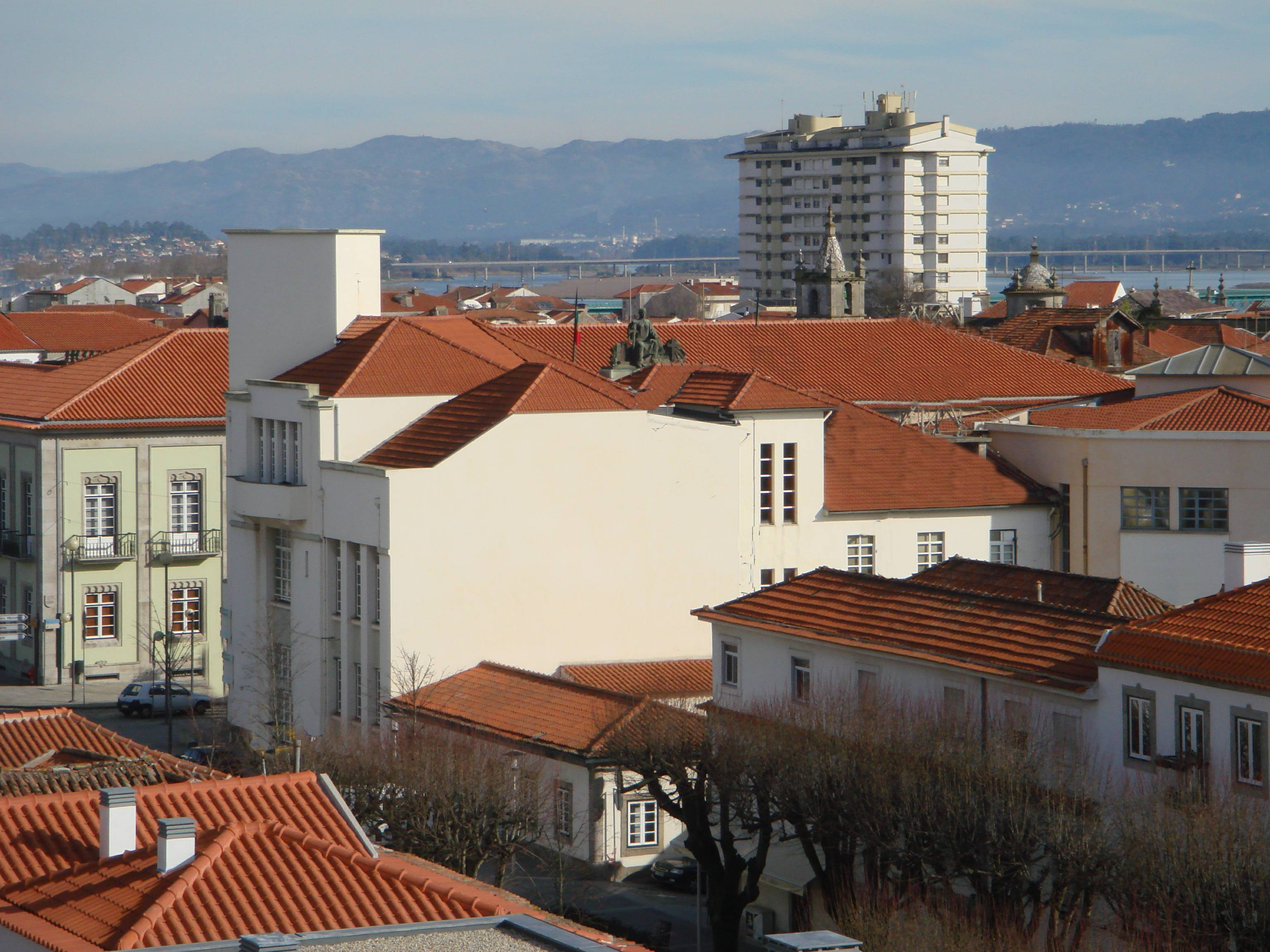
O Prédio Coutinho destacando-se sobre os telhados de Viana do castelo

O Prédio Coutinho foi um prédio situado em Viana do Castelo, construído na primeira metade da década de 1970. O edifício de 13 andares estava situado em pleno centro histórico da cidade. A sua demolição foi em 2022 e estava prevista desde 2000, ao abrigo do programa Polis, para ali ser construído o novo mercado municipal. 

## História
Em Julho de 1972 a câmara decidiu vender em hasta pública o terreno, de 975 m², do então mercado municipal (funcionou entre 1892 e 1965). Fernando Coutinho, na altura emigrante no Zaire (actual República Democrática do Congo), avançou com o negócio, "de mais de nove mil contos". [carece de fontes?]

### 2000-2010
Em 2000, Defensor Moura como presidente da câmara, apresenta o programa Polis de Requalificação Urbana e Valorização Ambiental de Viana do Castelo. O Plano Estratégico do programa prevê a demolição do edifício.
A 16 de Agosto de 2005 foi publicada em Diário da República a declaração de utilidade pública da expropriação do prédio. Os proprietários apresentaram providências cautelares para impedir o derrube do prédio.
Em 13 de Maio de 2011, o Tribunal Administrativo e Fiscal de Braga declarou nulo o acto administrativo de notificação de expropriação da proprietária de uma fracção do Edifício Jardim, considerando-se nulo o "acto administrativo" com que foi usada a Declaração de Utilidade Pública, emitida em 2005.
No final de 2013, foi tornado público que das quatro ações judiciais interpostas pelos moradores daquele edifício todas foram favoráveis na primeira e segunda instâncias à sociedade VianaPolis.
Em 6 de fevereiro de 2014 o Supremo Tribunal Administrativo deu razão à VianaPolis no processo movido pelos moradores do "Prédio Coutinho", pelo que a demolição daquele edifício poderia ser ainda em 2014.
Como resposta, a comissão de moradores anunciou o recurso para o Tribunal Constitucional para tentar travar a demolição do edifício, rejeitando que o diferendo judicial estivesse resolvido, ação que foi admitida e com efeito suspensivo.
Em agosto de 2017, a empreitada de demolição foi colocada em concurso público por 1,7 milhões de euros, através de anúncio publicado em Diário da República.
Em março de 2018, uma providência cautelar interposta no Tribunal Administrativo e Fiscal de Braga pelos moradores que ainda habitavam o prédio travou o processo de despejo, cujo prazo terminava no final de março.
Em 28 de junho de 2019 a Sociedade VianaPolis iniciou os trabalhos de desconstrução das frações desocupadas sendo que no interior do edifício permaneciam nove moradores que se recusavam a entregar seis habitações. Em julho de 2019, o tribunal aceitou uma nova providência cautelar e suspendeu os despejos e a desconstrução do edifício. 

### 2020-2022
Em 28 de fevereiro de 2020, o Tribunal Central Administrativo do Norte anulou a decisão da primeira instância sobre a Declaração de Utilidade Pública, de 2005, que permitia a desconstrução do prédio. O acórdão manda repetir todo o procedimento contestado pelos moradores do edifício, que desde 2006 requereram a nulidade da Declaração de Utilidade Pública  para a expropriação das frações do prédio.
Em 17 de abril de 2020, o Tribunal Central Administrativo Norte negou provimento ao recurso movido pelos últimos moradores do prédio Coutinho, em Viana do Castelo, que contestava uma decisão anterior que deu luz verde à VianaPolis para desalojar, esvaziar e demolir o edifício.
Em 8 de Julho de 2020, O ministro do Ambiente João Pedro Matos Fernandes afirmou que “seria uma irresponsabilidade voltar atrás” na desconstrução do prédio Coutinho depois dos 16 milhões de euros gastos no processo. Segundo a VianaPolis, permanecem no edifício sete pessoas em cinco frações. Os moradores contabilizam 11 frações habitadas em permanência por 10 pessoas.
Em 20 de janeiro de 2021, o Tribunal Administrativo e Fiscal de Braga julgou improcedente o processo cautelar movido pelos últimos moradores para travar a desconstrução do edifício.
Em 9 de fevereiro de 2021, foi publicado um novo concurso público para a desconstrução do prédio, pelo preço base 1,7 milhões de euros..
Em abril de 2021, foi anunciado que o prédio, deverá começar a ser desfeito em setembro ou outubro, após a adjudicação da empreitada, prevista para maio. Ao concurso público para a desconstrução concorreram 13 empresas. 
A demolição iniciada em dezembro de 2021, esteve a cargo da empresa Baltor, que ganhou o concurso público por ter apresentado um “preço mais competitivo”. Do material retirado do edifício, parte foi encaminhado para reciclagem, outra para reutilização e algum entrou diretamente no mercado. 
Em 2 de junho de 2022 o que restava da estrutura foi completamente apagado.